# Benedictus Arias Montanus

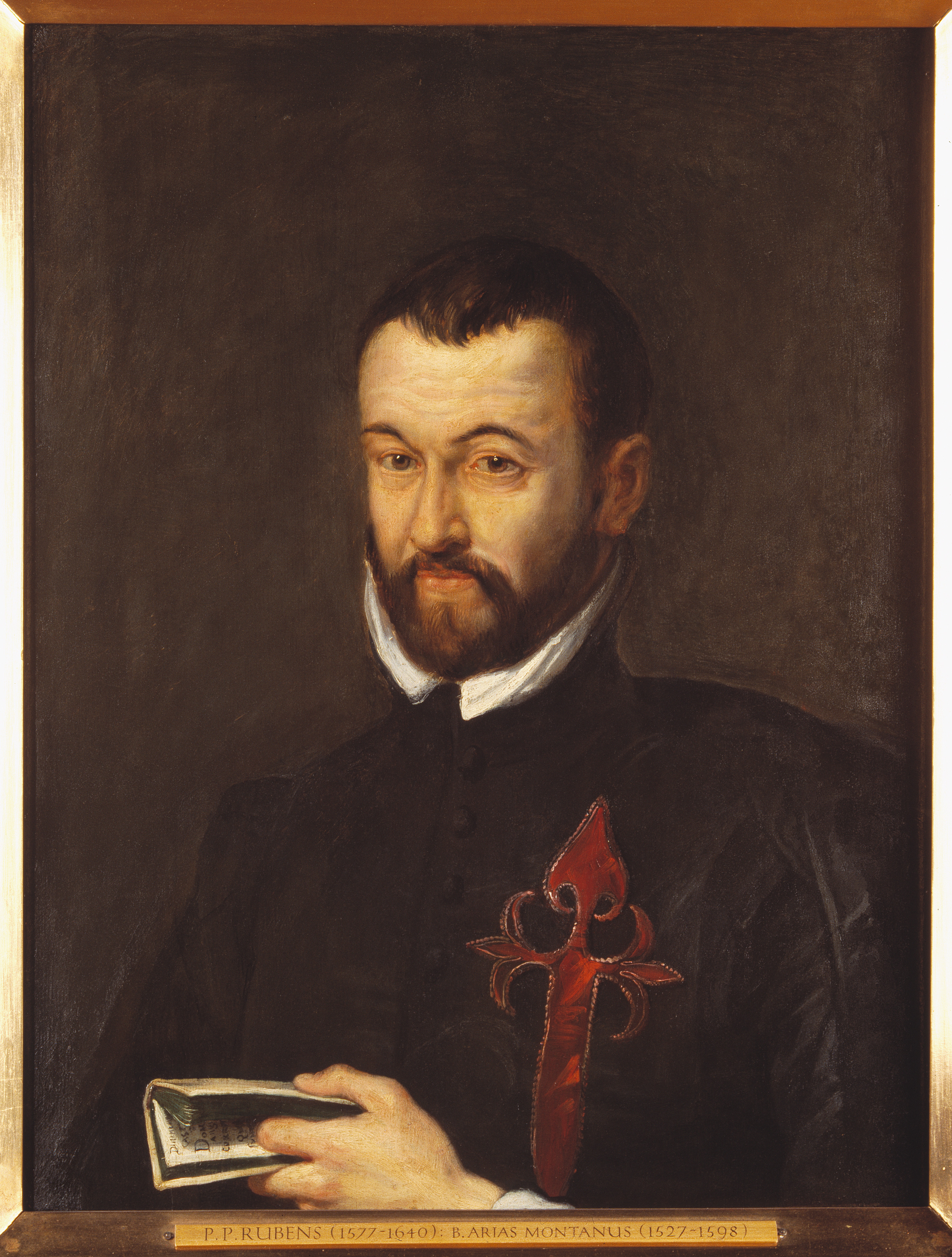
Benedictus Arias Montanus

Benedictus Arias Montanus (spanisch Benito Arias Montano; * 1527 in Fregenal de la Sierra, Extremadura; † 1598 in Sevilla) war ein spanischer Theologe und Orientalist.

## Leben und Werk
Benedictus Arias wurde als Sohn eines Notars in Fregenal in der Sierra Morena geboren (sierra ist das spanische Wort für Gebirge, lateinisch mons, daher sein lateinischer Zuname Montanus, was mit „der aus dem Gebirge Stammende“ übersetzt werden kann).
Er studierte in Sevilla und Alcalá de Henares, erwarb sich enorme Kenntnisse in zehn Sprachen und wurde ein ausgezeichneter Kenner besonders der semitischen Sprachen und trat in den Santiago-Ritterorden ein. Im Jahr 1562 begleitete Arias als theologischer Ratgeber den Bischof von Segovia auf das Konzil von Trient (1545–1563).
Zwei Jahre später (1564) zog er sich in die Einsamkeit seiner Gebirgsheimat nach Aracena in eine Einsiedelei zurück, um zu forschen und zu schreiben, aber der spanische König Philipp II. beauftragte ihn mit der Herausgabe einer mehrsprachigen Bibel (Biblia Políglota), die er von 1568 bis 1572 in Antwerpen leitete. Diese erschien bei dem Buchdrucker Christoph Plantin in Antwerpen und wurde in den Jahren 1569 bis 1572 in acht Bänden gedruckt. Sie enthält den Bibeltext parallel in den fünf Sprachen Lateinisch, Griechisch, Hebräisch, Altsyrisch und Chaldäisch. Grundlage war die Biblia políglota complutense, die erste polyglotte Bibelausgabe, 1514–1517 herausgegeben.
Da diese Bibelausgabe auch aramäische Targumim mit lateinischer Übersetzung enthielt, wurde Arias der Ketzerei bezichtigt und bei der Inquisition angezeigt, er musste deshalb mehrfach nach Rom reisen, konnte sich aber rechtfertigen, so dass er freigesprochen wurde.
Philipp II. bot ihm ein Bistum an, das er aber ausschlug, um sich wieder nach Aracena zurückziehen zu können; er wirkte jedoch auf den Ruf des Königs hin noch einige Jahre als Lehrer alter Sprachen am Escorial.
Seine letzten Jahre verbrachte er in Sevilla als Komtur des Santiago-Ritterordens. Dort starb er im Jahr 1598. Seine Büchersammlung ging in der des Escorial auf.

## Textausgaben und Übersetzungen
- Luis Gómez Canseco, Miguel Á. Márquez Guerrero (Hrsg.): Benito Arias Montano: Tractatus de figuris rhetoricis cum exemplis ex Sacra Scriptura petitis. Universidad de Huelva, Huelva 1995, ISBN 84-88751-07-9 (kritische Edition des lateinischen Textes mit spanischer Übersetzung und Einleitung)
- Antonio Dávila Pérez (Hrsg.): Benito Arias Montano: Correspondencia conservada en el Museo Plantin-Moretus de Amberes. 2 Bände. Instituto de Estudios Humanísticos, Alcañiz 2002, ISBN 84-8483-079-9 (kritische Edition mit spanischer Übersetzung)